# Sven Kramer
Sven Kramer (n. 23 aprilie 1986, Heerenveen⁠(d), Provincia Frizia, Țările de Jos) este un patinator de viteză neerlandez. Kramer este campion olimpic 15 ori campion mondial și de nenumărate ori campion european la patinaj viteză. Este specializat pe distanțe mari ca 5000 și 10.000 m. El are înălțimea de 1,85 m și 78 kg, o constituție ideală pentru patinaj fond.
| Proba              | Timp         | Data               | Locul                 |
| ------------------ | ------------ | ------------------ | --------------------- |
| 500 m              | 36,17 sec    | 27. ianuarie 2009  | Heerenveen            |
| 1000 m             | 1:10,60 min  | 19. decembrie 2009 | Heerenveen (training) |
| 1500 m             | 1:43,54 min  | 11. decembrie 2009 | Salt Lake City        |
| 3000 m             | 3:39,95 min  | 27. februarie 2010 | Vancouver             |
| 5000 m             | 6:03,32 min  | 17. noiembrie 2007 | Calgary               |
| 10.000 m           | 12:41,69 min | 10. martie 2007    | Salt Lake City        |
| Urmărire pe echipe | 3:37,80 min* | 11. martie 2007    | Salt Lake City        |
| Combinat           | 147,567      | 8. februarie 2009  | Hamar                 |